# Zemský okres Unstrut-Hainich
Zemský okres Unstrut-Hainich (německy Unstrut-Hainich-Kreis) je zemský okres v německé spolkové zemi Durynsko. Sídlem správy zemského okresu je město Mühlhausen. Má přibližně 105 tisíc obyvatel. 

## Města a obce
Města:
1. Bad Langensalza
2. Mühlhausen
3. Nottertal-Heilinger Höhen
4. Bad Tennstedt

Obce:
1. Anrode
2. Ballhausen
3. Blankenburg
4. Bruchstedt
5. Dünwald
6. Großvargula
7. Haussömmern
8. Herbsleben
9. Hornsömmern
10. Kammerforst
11. Kirchheilingen
12. Körner
13. Kutzleben
14. Marolterode
15. Menteroda
16. Mittelsömmern
17. Oppershausen
18. Rodeberg
19. Schönstedt
20. Südeichsfeld
21. Sundhausen
22. Tottleben
23. Unstrut-Hainich
24. Unstruttal
25. Urleben
26. Vogtei